# Ramsès II
Ramsès II, conegut com a Ramsès el Gran (en grec antic era conegut com a Osimàndias Ὀσυμανδύας Osymandýas), fou el tercer faraó de la dinastia XIX d'Egipte. Va regnar prop de 66 anys al llarg del segle xiii aC i se'l considera un dels més poderosos i més grans faraons que ha tingut mai Egipte, i el més conegut i important del període ramèssida. Va edificar grans temples on va deixar escrita la seva vida.

## Noms

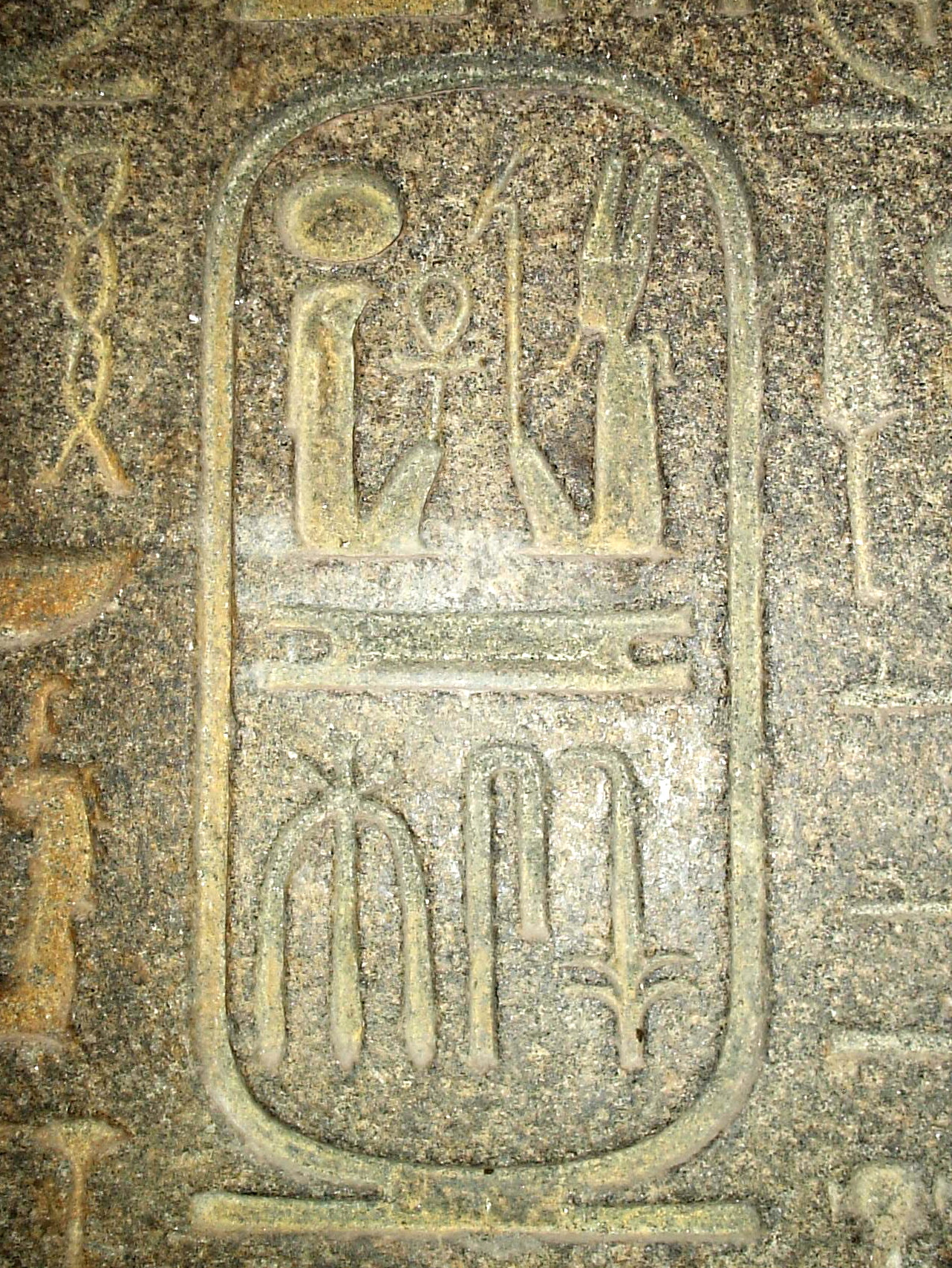
cartutx de Ramsès II

Va néixer amb el nom de Ramesses-meryamun, que significa Nascut de Ra. Després de la seva coronació prendria el nom de Usermaatre-setepenre, que significa La justícia de Ra és poderosa, escollit de Ra.
Altres noms que duia a causa dels seus títols imperials foren:
- Nom d'Horus: Kanakht Merymaat
- Nom de Nebty (deesses Nekhbet i Buto: Mekkemetwafkhasut
- Nom d'Horus d'Or: Userrenput-aanekhtu

## Antecedents familiars
Ramsès va néixer al si d'una important família militar egípcia; el seu avi Ramsès era djati del faraó de la dinastia XVIII Horemheb. El monarca no tenia fills i en morir, fou proclamat nou faraó el djati Ramsès, qui esdevingué Ramsès I, fundador de la dinastia XIX.

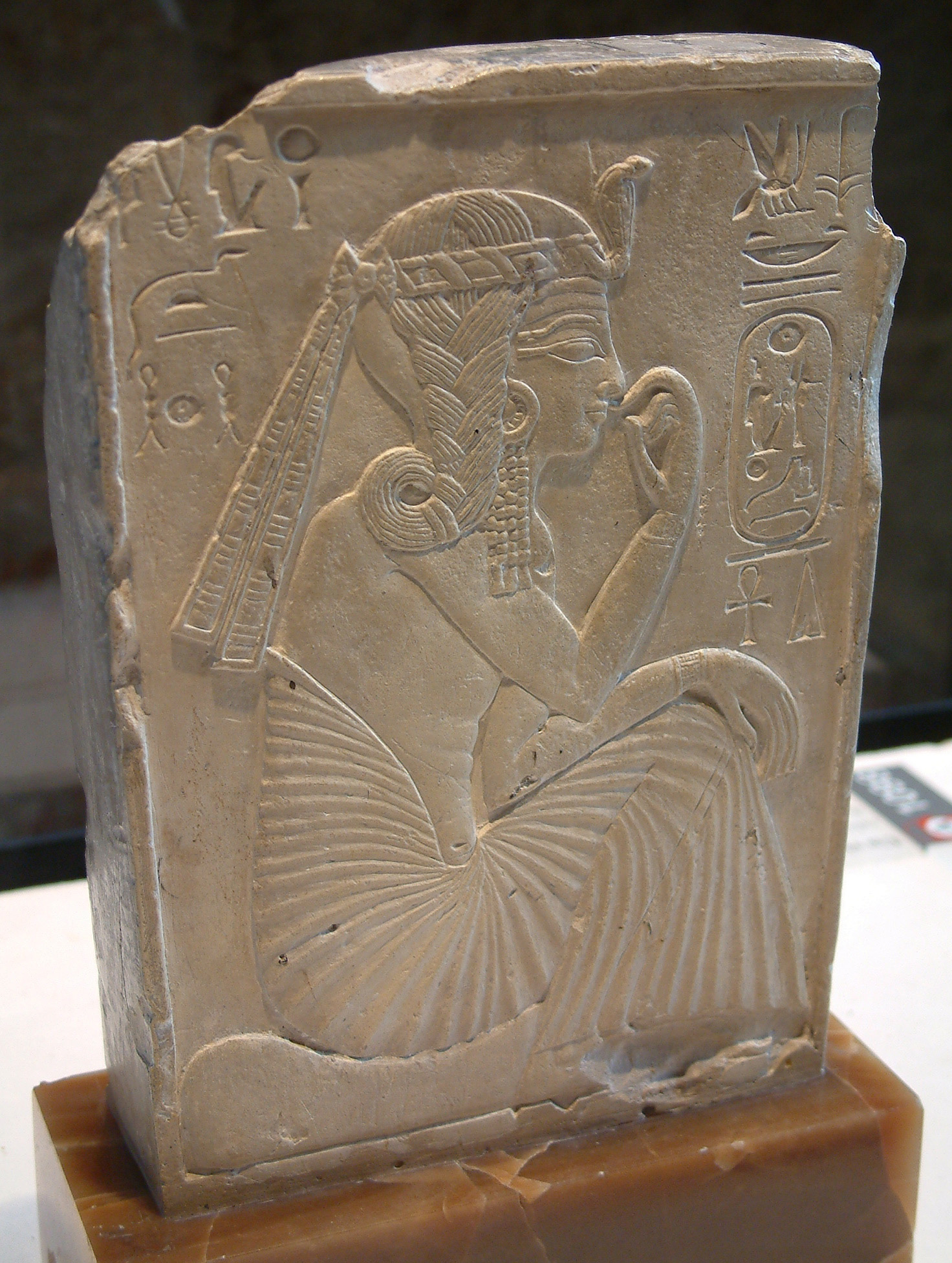
Ramsès II infant

El fill del nou faraó era Seti que estava casat amb Tuia, filla d'un cap militar anomenat Ruia i tenia diversos fills; l'hereu era Amennefernebes, que morí sent adolescent, i el segon fill era Ramsès, qui succeiria el seu pare. Ramsès era alt segons la mitjana d'altura dels egipcis i era ros panotxa, una característica molt estranya en els egipcis.
Ramsès va passar la seva infantesa a Tebes junt amb dos germans i dues germanes i quan tenia uns 10 anys va començar a rebre una educació com a hereu en morir el seu germà gran Amennefernebes. Als setze anys fou nomenat corregent i va acompanyar al seu pare Seti I a les campanyes de Canaan i Líbia.
Una de les seves primeres campanyes com a corregent el va portar a un enfrontament amb els pirates xarden als que va esperar pacientment sense sortir a buscar-los. Va fer milers de morts i presoners, molts dels quals va aconseguir convèncer per ingressar a l'exèrcit egipci. Els supervivents d'aquella lluita van refugiar-se a Sardenya i es consideren els ancestres dels sards.

## Núpcies i descendents
Durant el regne del seu pare Seti I, es va casar amb una jove egípcia de la noblesa anomenada Nefertari, de la que va tenir, entre d'altres; 
- Amonherkhepsef, el seu fill gran
- Meritamon, que es va casar amb el seu pare a la mort de la seva mare
- Pareherwenemef

També es va casar amb Isetnofret amb la qual va tenir diversos fills, entre ells:
- Bintanat
- Meremptah, faraó
- Sethnakht
- Khaemwese, sacerdot
- Isetnofret
- Ramsès-... (Ramessu)

Més tard, ja probablement essent rei, va seguir la tradició reial i es va casar amb les seves germanes Meritamon, Henutmire, Bintanat i Nebtaui. Després de trenta anys de regnat es va casar amb la princesa hitita Maathorneferure, afegida a les seves dones i concubines, amb les que en total va tenir més de cent fills i filles, dels quals es coneixen, a més dels ja citats, els següents (ordre alfabètic):
- ...heb
- ...jesbed
- ...taueret
- Amenemopet
- Amenhotep
- Amonemwia
- Astartehiruenemef
- Bakmut
- Bintanath II
- Geregtaui
- Henut...
- Henutpahuro...
- Henutpra...
- Henutsekhemu
- Henuttadesh
- Henuttaneb
- Henuttatemu
- Henuttaui
- Hetepuenamon
- Horherwenemef
- Isisnefert
- Itamon
- Mehiranat
- Mentuemuaset
- Mentuenheqau
- Meriamon
- Meriatum
- Merietkhet
- Merimentu
- Merire I
- Merire II
- Meritiotes
- Meritmihapi
- Meritnetkher
- Meritptah
- Mentuherkhepxef
- Muttuy
- Neben...
- Nebenkhare
- Nebet...
- Nebetananash
- Nebetimmunedjem
- Nebetiunet
- Nebetnehat
- Nebettauy
- Nebtaneb
- Nedyemmut
- Nefertari
- Neferure
- Nubemiunu
- Nubemueskhet
- Nubhir...
- Parenpetnefer
- Pypuy
- Ramsès-Meriastarte
- Ramsès-Merimaat
- Ramsès-Siptah
- Ramsès-Userkhepesh
- Ramsès-...
- Ramsès-Maatptah
- Ramsès-Merenra
- Ramsès-Meretmirra
- Ramsès-Meriamon-Nebueben
- Ramsès-Meriset
- Ramsès-Payotnetjer
- Ramsès-Siatum
- Ramsès-Sijeperu
- Ramsès-Userpejti
- Rempetnefer
- Senakhtenamon
- Seshnesuen...
- Setemnakht
- Setemhir...
- Setepenre
- Seti I
- Seti II
- Shepsemiunu
- Siamon
- Simentu
- Sitamon
- Syhiryotes
- Takhat
- Tuthmosis
- Tiasitra
- Tuia
- Tuianebettawi
- Werenro
- Wermaa...

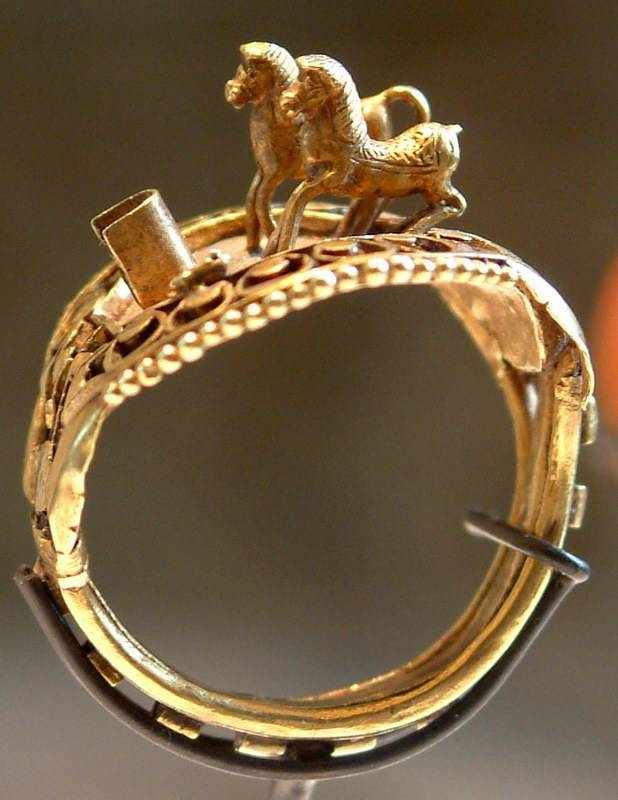
Anell de Ramsès II

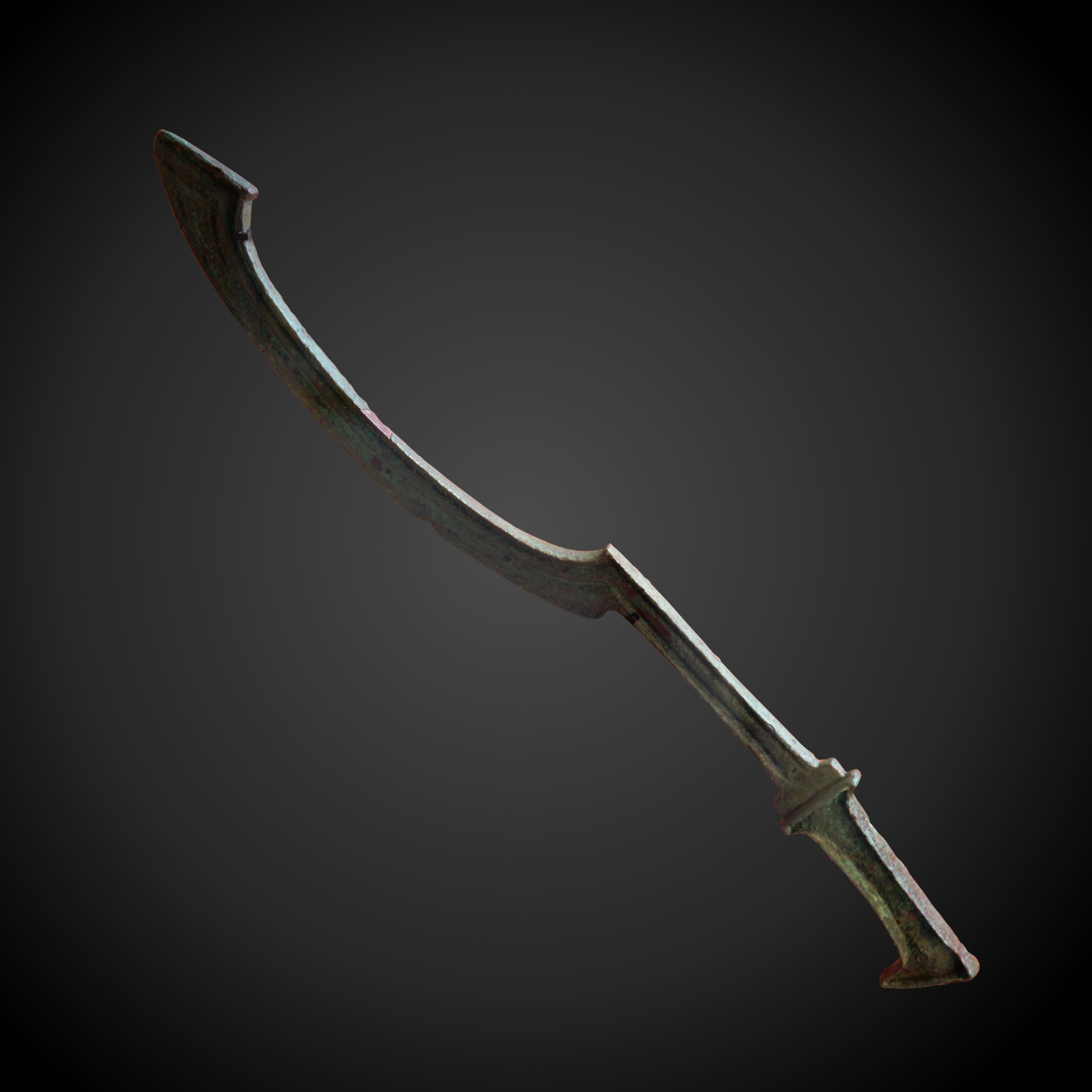
Espasa de Ramsès II

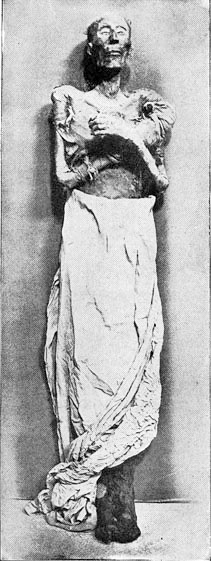
Mòmia completa

Dels fills mascles coneguts, 29 són de les seves reines principals, amb les que va tenir uns 30 fills exclosos els que per haver mort infants no foren recordats. Portaven el títol de fills del seu cos. Es coneixen alguns noms de fills de les dones secundàries però en general d'aquests no n'hi ha constància.
Al temple d'Abu Simbel són representats 8 fills i 9 filles, la mateixa escena que al temple de Der; al temple de Luxor estan representats 17 fills (el que fa quinze no hi consta i el novè i el desè han canviat l'ordre) i a una altra escena tornen a ser representats però aquesta vegada incloent el 15è; a una altra escena hi ha 25 fills representats; al Ramesseum hi ha representats 23 fills i a una altra escena 11; a Wadi al-Sebua hi ha una escena de 30 fills i 8 filles i una segona escena amb 25 fills i 8 filles; i a Abidos, al temple de Seti I, apareixen 29 fills i 16 filles en una escena, i un altre amb 27 fills i 22 filles.

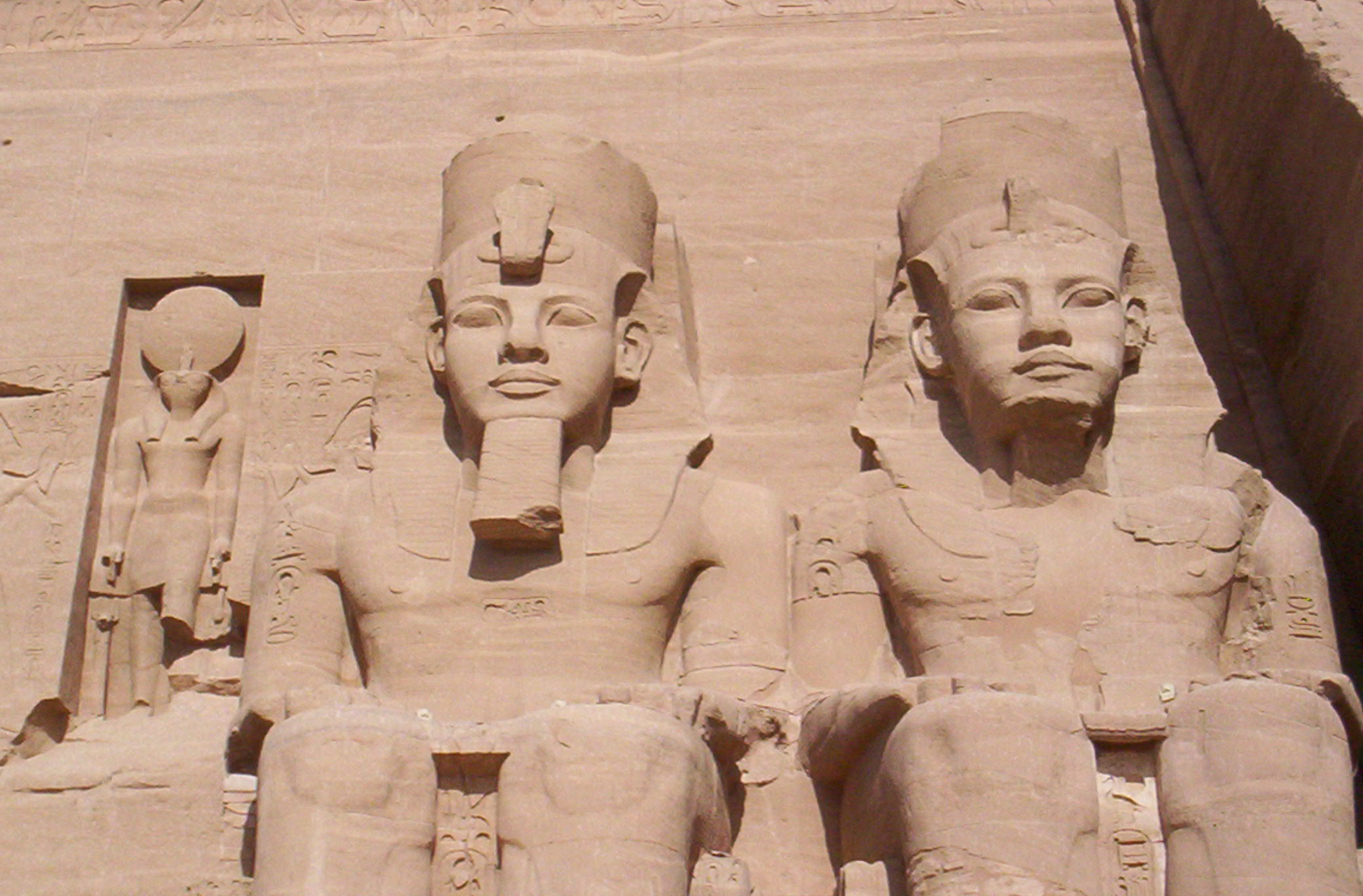
Temple d'Abu Simbel

Al temple d'Abu Simbel hi ha una escena amb els tres primers fills en carros militars seguint al pare, i dos que es queden. Una altra escena mostra els fills primer, segon, cinquè i sisè i les filles tercera, quarta i cinquena; a Karnak, una escena mostra 12 fills portant presoners d'una campanya exterior; a Luxor una escena semblant mostra els quatre primers fills i els fills 7è a 14è acompanyant presoners; al Ramesseum hi ha 4 fills combatent i 4 més darrere d'escuts; l'estàtua colossal de Tanis mostra els fills 4, 5, 6, 7 i 8; i a Beit al-Wali, es veuen els fills primer i quart conduint carros.
A un relleu d'Aswan a Djebel al-Silsila el fill Khaemwese, conegut sacerdot, i dos fills més (el segon i el tretzè), estan junt a una filla de nom Bintanat (tots foren fills de Isetnofret). De totes aquestes inscripcions es coneix el nom de 29 fills i de 7 filles de les esposes principals, d'un total de 94 noms coneguts.
Els 16 primers fills són: 
- Amonherkhepsef
- Ramsès o Ramessu
- Pareherwenemef
- Khaemwese
- Mentuherkhepxef o Montuherwenemef.
- Nebenkhare (Nebenkharru)
- Meriamon
- Amunemwia (Seth)
- Seti (mort abans del 30è any de regnat de Ramsès i enterrat a la seva tomba)
- Setepenre.
- Merire I (va morir bastant jove)
- Horherwenemef
- Meremptah
- Amenhotep
- Itamon
- Meriatum (possiblement enterrat a la tomba KV5 dels fills de Ramsès II)

De les filles es coneixen alguns detalls de les següents:
- Meritamon, casada amb Ramsès II
- Baketmuth
- Meritamon
- Nebttaui
- Takhae
- Isis (morta amb 14 o 15 anys, es conserva la seva mòmia, descoberta a Akhmin, a la Complutense de Madrid)
- Bintanath, filla d'Isetnofret, enterrada a la tomba 71 de la Vall de les Reines.
- Isetnofret la jove.
- Henutmira que podria ser filla de Seti I, casada amb Ramsès II
- Nebtaui que podria ser filla de Seti I, casada amb Ramsès II, enterrada a la tomba 60 de la Vall de les Reines.

## Regnat de Ramsès II

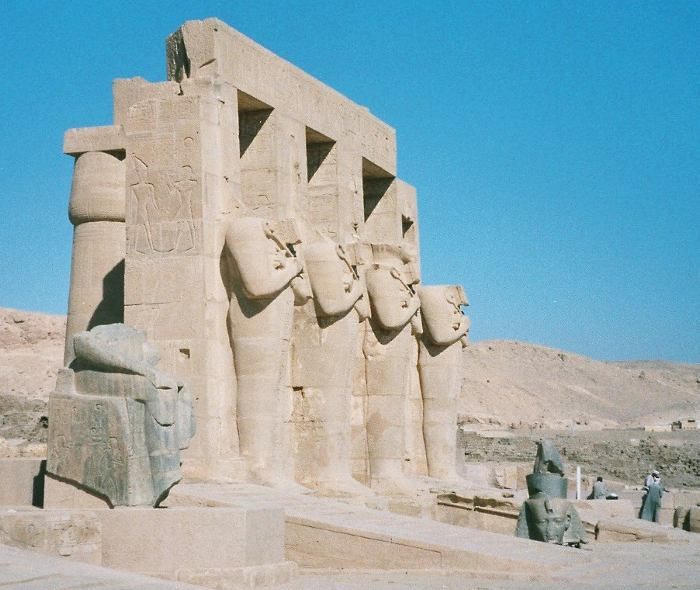
El Ramesseum, construït en temps de Ramsès II

A la mort de Seti I va pujar al tron, a una data incerta que generalment es fixa no gaire llunyana del 1275 aC en la cronologia mínima i vers el 1300 aC a la màxima. Es considera que el seu regnat marca el zenit del Regne Nou d'Egipte. Va anomenar gran sacerdot d'Amon a Nebumenef, que gaudia de la seva completa confiança.
L'estratègia egípcia per dominar Canaan havia fracassat; els reietons cananeus sovint només eren fidels a Egipte quan les tropes eren properes, però això passava de lluny en lluny. Egipte havia de muntar campanyes militars a Síria per mantenir la seva hegemonia. Aquest desig d'hegemonia a Canaan el va enfrontar amb el rei hitita Muwatallis II.

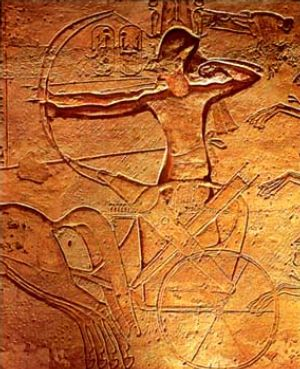
Ramsès a la batalla de Kadesh

En el quart any del seu regnat va iniciar una expedició a Canaan i va arribar per mar a Biblos, on va establir bases marítimes per l'avituallament de les tropes. Alguns prínceps cananeus havien establert una aliança amb els hitites però Ramsès considerava la zona dins la seva esfera d'influència. Amurru es va declarar per Egipte i els hitites van enviar un exèrcit per la seva reconquesta. L'exèrcit egipci enviat a la zona i l'exèrcit hitita es van trobar a prop de Kadesh, on va tenir lloc la famosa batalla de Cadeix en una data incerta entre 1295 i 1270 aC.
La batalla no va tenir un guanyador clar tot i que la millor estratègia fou dels hitites; Ramsès se'n va proclamar guanyador però pels hitites no hi havia dubte que els guanyadors havien estat ells. Ramsès va al·legar que el rei hitita va demanar la pau, però això potser fou perquè l'estratègia hitita, consistent en un atac per sorpresa definitiu, havia fracassat i davant les baixes dels dos costats valia més un acord que una llarga guerra; els egipcis tampoc estaven interessats en una llarga guerra i probablement les seves baixes també havien estat prou importants.
Durant anys Ramsès es va haver de dedicar a reconquerir la zona per establir la seva dominació fins a l'Orontes. Amurru va passar definitivament a sobirania hitita i el rei Bentisina fou enderrocat i col·locat al seu lloc un tal Sapili. És possible que els hitites arribessinn fins a Apa (actual Damasc) on el germà del rei hitita, Hattusilis es va quedar com a governador un parell d'anys, potser fins quan va tornar Ramsès II amb un exèrcit dividit en dues parts:
- una dirigida pel seu fill Amonherkhepsef, que va dominar les tribus shosu del Negev i la mar Morta i als edomites i es va dirigir al Regne de Moab
- l'altra part, dirigida per ell mateix, va atacar Jerusalem i Jericó i després va entrar també a Moab i es va unir al seu fill.

Reunit de nou l'exèrcit egipci al Regne de Moab, junts van marxar contra Heshbon i finalment van reconquerir Apa que quedava fora de l'acord de treva entre hitites i egipcis.
En els següents dos anys Ramsès II va travessar el riu dels Gossos (Nahr al-Kakb) i va entrar a Amurru; l'exèrcit egipci va arribar fins a Dapur al nord, on Ramsès es va fer erigir una estàtua; Cadeix (Kadesh), ben propera, va quedar dins als seus dominis però al cap d'un any Dapur tornava a ser hitita i un any després va haver de ser atacada altra vegada per Ramsès.
Aquí el faraó diu que va guanyar la batalla sense problemes i que no es va posar l'uniforme fins al cap de dues hores d'iniciada la batalla; però aquesta victòria tampoc li va servir de gaire perquè pocs anys després va haver de fer la pau amb els hitites i va haver de reconèixer el seu control sobre la regió (les posicions hitites romanien sense canvis amb Amurru i Cadeix com a punts clau, i els egipcis es retiraven, conservant els ports fenicis). Es va concertar el matrimoni del faraó amb una princesa hitita i es va acordar un tractat d'ajut mutu i d'amistat.

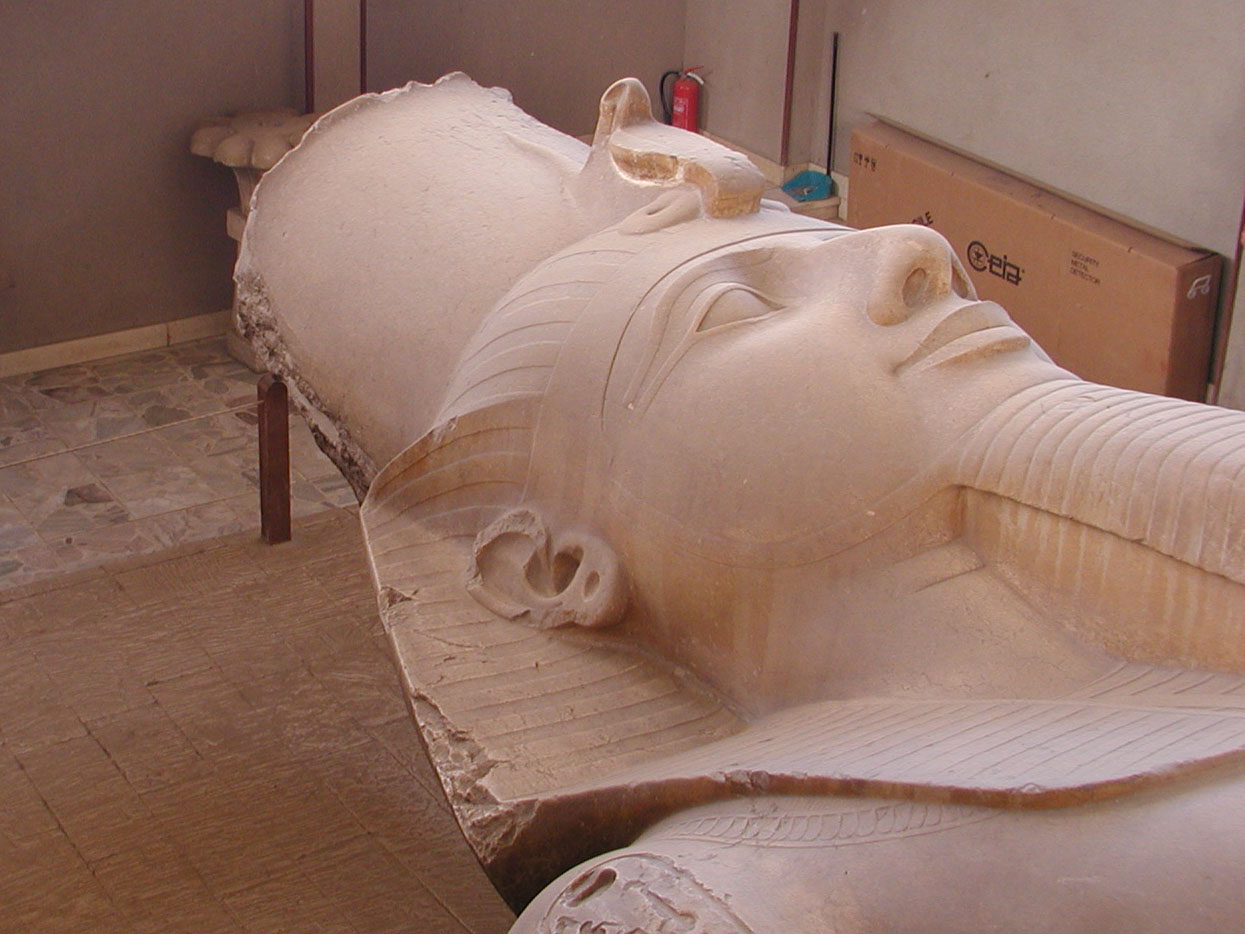
Estàtua colossal de Ramsès II a Memfis

Ramsès llavors es va dedicar a la zona de Líbia on va crear una sèrie de colònies a la costa i on va construir fortaleses per tenir vigilada a la població i evitar revoltes. Fou llavors quan va ordenar la construcció d'una nova ciutat anomenada Pi-Ramsès a la regió oriental del delta, que va esdevenir la nova capital.
El darrers anys de la seva vida va patir d'artritis i de gingivitis i prenia calmants en forma de te, fet amb fulles triturades de salze, equivalent als moderns analgèsics.
Va morir als 92 anys després de 67 de regnat, entre el 1230 i 1210 aC. El va succeir el seu fill Meremptah després que els seus dotze fills més grans havien ja mort.

## Construccions de Ramsès II
Ramsès va ser un gran constructor, va modificar i ampliar obres anteriors, va continuar algunes obres del seu pare i en va fer de noves, va construir temples i palaus per tot Egipte, des del delta fins a Núbia. Entre elles destaca, per exemple, la gran sala hipòstila del temple de Karnak. Va fundar una ciutat al delta, d'on era originària la seva família, la nova capital política de l'època, Pi-Ramsès (al costat d'Àvaris). També va fer construir un temple a Tebes, dedicat a Amon-Ra, al costat del seu palau.
Ramsès II va construir almenys tres fortaleses per assegurar la protecció del nord d'Egipte:
- una a l'oest de la futura Alexandria
- una al delta occidental, prop de Tell Abqain
- una altra també al delta, a la rodalia de Kom al-Hisn

També va construir dos temples excavats a la roca a Abu Simbel (un dedicat a Ptah, Hathor i a si mateix, i un altre dedicat a Hathor i Nefertari). Va construir el Ramesseum, supervisat pel seu fill Khaemwese. La tomba de Nefertari a la Vall de les Reines (la QV66) i una gran tomba per als seus fills a la Vall dels Reis, la KV5.

## Tomba de Ramsès II

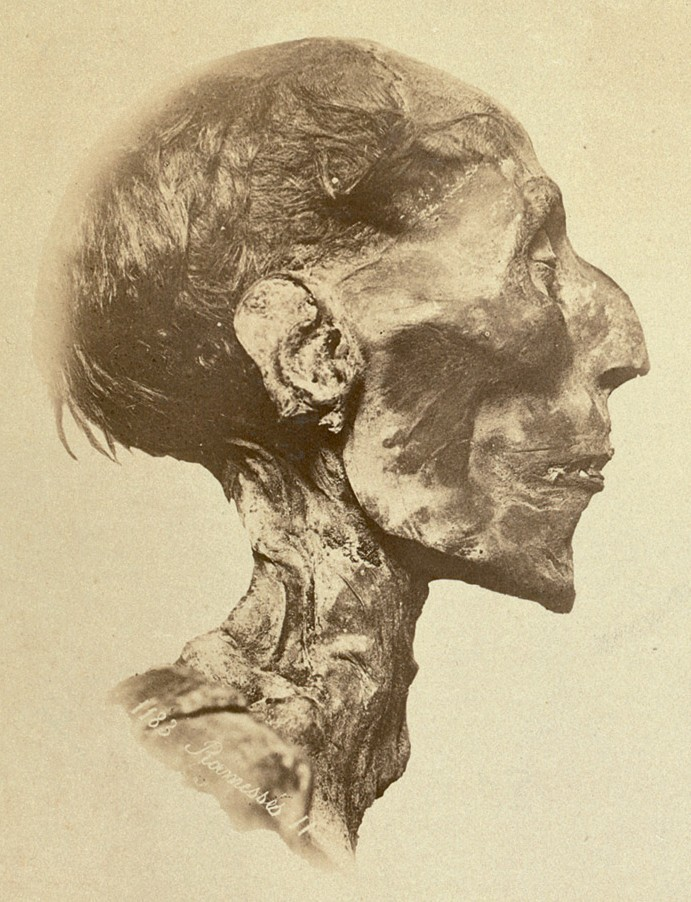
Mòmia de Ramsès II

Fou enterrat originalment a la seva tomba (la KV7) a la Vall dels Reis però fou traslladat durant la dinastia XXI, primer a la tomba de la reina Inhapi de finals de la dinastia XVII i principis de la XVIII, probablement junt amb les mòmies de Ramsès I, Seti I i Amenhotep I, i d'allí ràpidament traslladades (a les 72 hores) a la tomba del Summe Sacerdot Pinedjem II (la TT320), segons van documentar el mateixos sacerdots que al·legaven com a motiu la protecció contra els lladres.

## Popularitat de Ramsès II
- Multitud de novel·les s'han inspirat en la vida de Ramsès II, algunes amb molt d'èxit com el Ramsès de Christian Jacq o La mòmia d'Anne Rice.
- Ramsès II fou interpretat per l'actor Yul Brynner a la cèlebre pel·lícula Els Deu Manaments (1956) de Cecil B. DeMille, on Charlton Heston actuava com Moisès.
- El 1998 es va estrenar la pel·lícula de dibuixos animats The Prince of Egypt (1998) on apareix Ramsès II (a qui dona veu l'actor Ralph Fiennes) com a germà adoptiu de Moisès.